# 제로 모스텔

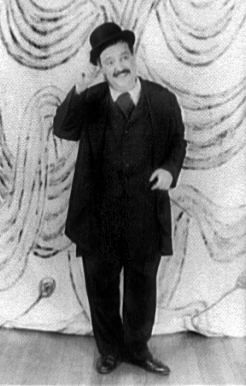
제로 모스텔

제로 모스텔(Zero Mostel, 1915년 ~ 1977년)은 미국의 가수이다. 브루클린에서 태어났다. 뉴욕 토박이로 희극 배우가 그 출발점이 되었다. 1943년에 영화 《듀바리는 귀부인》으로 데뷔하였으며, 브로드웨이 뮤지컬 《지붕 위의 바이올린》으로 크게 인기를 얻었다. 또한 《포럼의 길에서 일어난 기묘한 일》의 무대와 그 영화화에서도 호평을 받았다.